# Giám đốc âm nhạc
Giám đốc âm nhạc hay giám đốc thu âm (còn gọi là giám đốc sản xuất âm nhạc) là một người trong hãng đĩa thu âm chuyên làm việc trong quản lý cấp cao, ra quyết định điều hành cho các nghệ sĩ của hãng. Vai trò của họ cực kỳ đa dạng nhưng về bản chất, họ có thể giám sát một hay nhiều khía cạnh của một hãng thu âm, bao gồm A&R, hợp đồng, quản lý, phát hành, sản xuất, chế tạo, marketing/quảng bá, phân phối, bản quyền và tour lưu diễn.

## Giám đốc âm nhạc tiêu biểu

### Thế giới
- R. Ayala (El Cartel Records)
- Eric "Eazy-E" Wright (Ruthless Records)
- Phalon "Jazze Pha" Alexander (Sho'nuff Records)
- Jeffrey "Ja Rule" Atkins (Mpire Records)
- Irving Azoff (MCA Records)
- Paul "DJ Paul" Beauregard & Jordan "Juicy J" Houston (Hypnotize Mindz)
- Neil Bogart (Casablanca Records)
- Christopher "Ludacris" Bridges, Chaka Zulu & Jeff Dixon (Disturbing tha Peace)
- Edgar Bronfman, Jr. (Warner)
- David "Young Buck" Brown (Cashville Records)
- Joseph "Fat Joe" Cartagena (Terror Squad Entertainment)
- Dwayne "Lil' Wayne" Carter (Young Money Entertainment)
- Shawn "Jay-Z" Carter (Roc Nation, Takeover Roc Nation, StarRoc, Roc-A-Fella Records)
- Leonard Chess & Phil Chess (Chess Records)
- Madonna Ciccone (Maverick Records)
- Michael "Sha Money XL" Clervoix (Money Management Group, Dream Big Ventures, G-Unit Records)
- Sean "Diddy" Combs (Bad Boy Entertainment)
- Simon Cowell (Syco)
- Kwasi "Tinchy Stryder" Danquah (Takeover Roc Nation, Takeover Entertainment Ltd, Takeover/Cloud 9)
- Clive Davis (Sony Music)
- Radric "Gucci Mane" Davis (1017 Brick Squad Records, So Icey Entertainment)
- Kara DioGuardi (Warner Bros. Records, Arthouse Entertainment)
- Jermaine Dupri (So So Def Recordings)
- Ahmet Ertegun (Atlantic Records)
- Simon Fuller (19 Entertainment)
- Kenneth Gamble and Leon Huff (Philadelphia International Records)
- David Geffen (Geffen Records)
- Berry Gordy (Motown Records)
- Irving "Irv Gotti" Lorenzo & Chris Gotti (The Inc. Records)
- Peter Grant (Swan Song Records)
- Irving Green (Mercury Records)
- Peter Guber (Polygram)
- Michael Gudinski (Mushroom)
- Guy Hands (EMI)
- Clifford "T.I." Harris & Jason Geter (Grand Hustle Records)
- Chad Hugo (Star Trak Entertainment)
- Jimmy Iovine (Interscope-Geffen-A&M)
- Vlad "Tataee" Irimia (Casa Productions-Legend Audio)
- Curtis "50 Cent" Jackson (G-Unit Records, G-Unit West, G-Unit Philly, G-Note Records)
- O'Shea "Ice Cube" Jackson (Lench Mob Records)
- Randy Jackson (Columbia)
- Jay "Young Jeezy" Jenkins (Corporate Thugz)
- Nasir "Nas" Jones (The Jones Experience, Ill Will Records)
- Khaled "DJ Khaled" Khaled (We the Best Music Group)
- Suge Knight (Death Row Records)
- Mathew Knowles (Music World Entertainment)
- Morris Levy (Roulette Records)
- Goddard Lieberson (CBS Records)
- Marshall "Eminem" Mathers & Paul Rosenberg (Shady Records)
- Percy "Master P" Miller (No Limit Forever Records, Guttar Music Entertainment, The New No Limit, No Limit Records)
- Doug Morris (Universal)
- Timothy "Timbaland" Mosley (Mosley Music Group, Beat Club Records)
- Tommy Mottola (Sony Music, Casablanca, Columbia)
- Michael Jackson (MJJ Productions Inc)
- Mo Ostin (Warner Bros. Records)
- Antwan "Big Boi" Patton (Purple Ribbon Records)
- Martha "Ivy Queen" Pesante (Drama Records)
- Jason "Jadakiss" Phillips, Sean "Sheek Louch" Jacobs & David "Styles P" Styles (D-Block Records)
- Antonio "L.A." Reid (LaFace Records, Arista Records, Hitco Music Publishing)
- William "Rick Ross" Roberts (Maybach Music Group)
- Joseph Robinson & Sylvia Robinson (Sugar Hill Records)
- Dedrick "Mack 10" Rolison (Hoo-Bangin' Records)
- Richard Russell (XL Recordings)
- Rolf Schmidt-Holtz (Sony Music)
- Hakeem "Chamillionaire" Seriki (Chamillitary Entertainment)
- Afeni Shakur (Amaru Entertainment)
- Russell Simmons & Rick Rubin (Def Jam Recordings)
- Jonathan "Lil' Jon" Smith (BME Recordings)
- Trevor "Busta Rhymes" Smith (Conglomerate Records, Flipmode Entertainment)
- Rob Stevenson (Virgin Records)
- Jayceon "Game" Taylor & George "Big Face 100" Taylor (The Black Wall Street Records)
- Aliaune "Akon" Thiam (Konvict Muzik, Kon Live Distribution)
- Justin Timberlake (Tennman Records)
- DeAndre "Soulja Boy Tell 'Em" Way (Stacks on Deck Entertainment)
- Barry Weiss (RCA/Jive Label Group)
- Kanye West (G.O.O.D. Music)
- Bryan "Birdman" Williams & Ronald "Slim" Williams (Cash Money Records, Young Money Entertainment)
- Pharrell Williams (Star Trak Entertainment, i am Other)
- Andre "Dr. Dre" Young (Aftermath Entertainment, Death Row Records)

### Việt Nam
- Huy Tuấn (Vietnam Idol)
- Đỗ Bảo (Sao Mai điểm hẹn)
- Phương Uyên (Giọng hát Việt)